# هيرنان هينوستروزا
هيرنان هينوستروزا (بالإسبانية: Hernán Hinostroza Vásquez)‏ هو لاعب كرة قدم بيروفي في مركز الوسط، ولد في 21 ديسمبر 1993 في ليما في بيرو. شارك مع منتخب البيرو تحت 20 سنة لكرة القدم ومنتخب بيرو لكرة القدم. أما مع النوادي، فقد لعب مع أليانزا ليما وزولته فاريجيم ونادي ميلغار أريكيبا.

## وصلات خارجية
- هيرنان هينوستروزا على موقع قاعدة بيانات كرة القدم.إي يو (الإنجليزية)
- هيرنان هينوستروزا على موقع ناشيونال فوتبول تيمز (الإنجليزية)
- هيرنان هينوستروزا على موقع Soccerway.com (الإنجليزية)
- هيرنان هينوستروزا على موقع AS.com (الإسبانية)